# Im Schatten keiner Türme
Im Schatten keiner Türme (Originaltitel: In the Shadow of No Towers) ist ein ab 2002 erschienener Comic des amerikanischen Zeichners Art Spiegelman. Es handelt von Spiegelmans Reaktion auf die Terroranschläge am 11. September 2001 auf das World Trade Center in New York City. Ursprünglich wurden die Comicstrips in der deutschen Wochenzeitung Die Zeit von 2002 bis 2004 fortlaufend veröffentlicht, bis sie 2004 als großformatiges Pappbilderbuch mit frühen amerikanischen Comicstrips als Zusatzmaterial erschienen.

## Inhalt
Das Buch entstand vor dem Hintergrund eigener Erfahrungen des Autors, der die Terroranschläge vom 11. September als Augenzeuge erlebte.
Es enthält Anspielungen auf Spiegelmans Maus-Comics. So beschreibt der Autor, dass der Rauch in Manhattan so roch, wie Vladek den Geruch in den Konzentrationslagern beschrieben habe. Außerdem verwandelt sich Spiegelman im Comic bisweilen in eine Maus.

## Rezeption
The New York Times wählte Im Schatten keiner Türme als eines der 100 bemerkenswerten Bücher des Jahres 2004 aus.
Dem US-amerikanischen Komponisten Mohammed Fairouz diente das Werk als Inspiration für dessen gleichnamige Sinfonie.